# Кользассберг
Кользассберг (нім. Kolsassberg) —  громада округу Інсбрук-Ланд у землі Тіроль, Австрія.
Кользассберг лежить на висоті  906 м над рівнем моря і займає площу  35,37 км². Громада налічує 748 мешканців. 
Густота населення 21/км².  
|                                       |
| Кользассберг на мапі округу та землі. |

 Адреса управління громади: Rettenbergstraße 25, 6115 Kolsassberg. 

## Демографія
Історична динаміка населення міста за даними сайту Statistik Austria

## Виноски
1. ↑  Dauersiedlungsraum der Gemeinden Politischen Bezirke und Bundesländer - Gebietsstand 1.1.2018 — Статистичне управління Австрії.
2. ↑  https://www.statistik.at/blickgem/blick1/g70323.pdf
3. ↑  www.kolsassberg.tirol.gv.at. Архів оригіналу за 10 лютого 2006. Процитовано 17 липня 2013.
4. ↑  Gemeindedaten von Kolsassberg. Архів оригіналу за 29 вересня 2007. Процитовано 17 липня 2013.

| Австрія | Це незавершена стаття з географії Австрії. Ви можете допомогти проєкту, виправивши або дописавши її. |